# Cmentarz wojenny nr 144 – Królowa Polska
Cmentarz wojenny nr 144 – Królowa Polska – zabytkowy cmentarz z I wojny światowej, zaprojektowany przez Gustawa Ludwiga, położony na terenie wsi Królowa Polska, w gminie Kamionka Wielka, w powiecie nowosądeckim, w województwie małopolskim. Jeden z ponad 400 zachodniogalicyjskich cmentarzy wojennych zbudowanych przez Oddział Grobów Wojennych C. i K. Komendantury Wojskowej w Krakowie. Należy do X Okręgu Cmentarnego Limanowa.

## Opis
Na cmentarzu pochowano 41 żołnierzy w 18 pojedynczych grobach i 8 mogiłach zbiorowych:
- 34 żołnierzy austro-węgierskich
- 7 żołnierzy rosyjskich

poległych w okresie od listopada 1914 do marca 1915 roku.

## Galeria

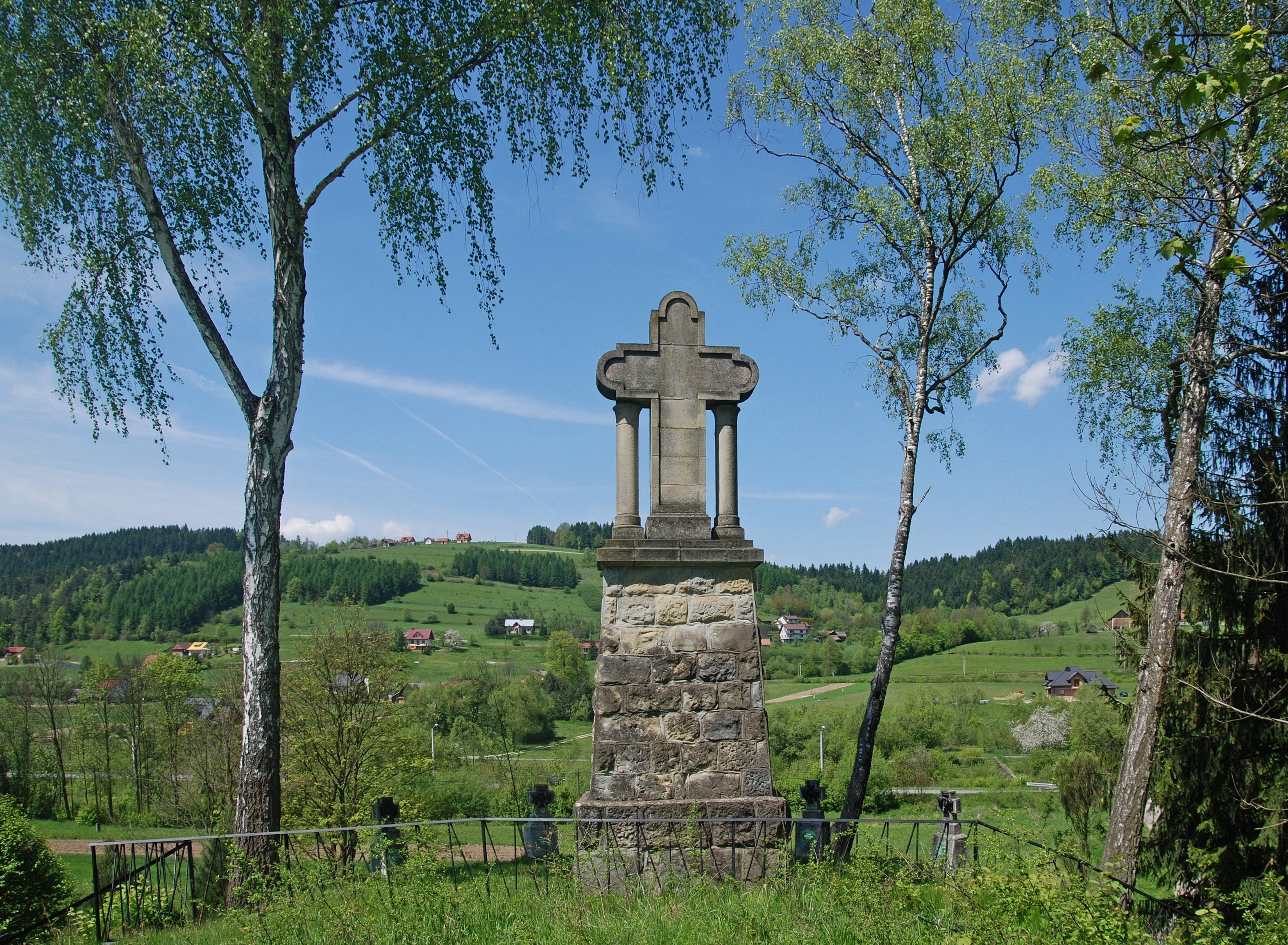
Widok ogólny z południa
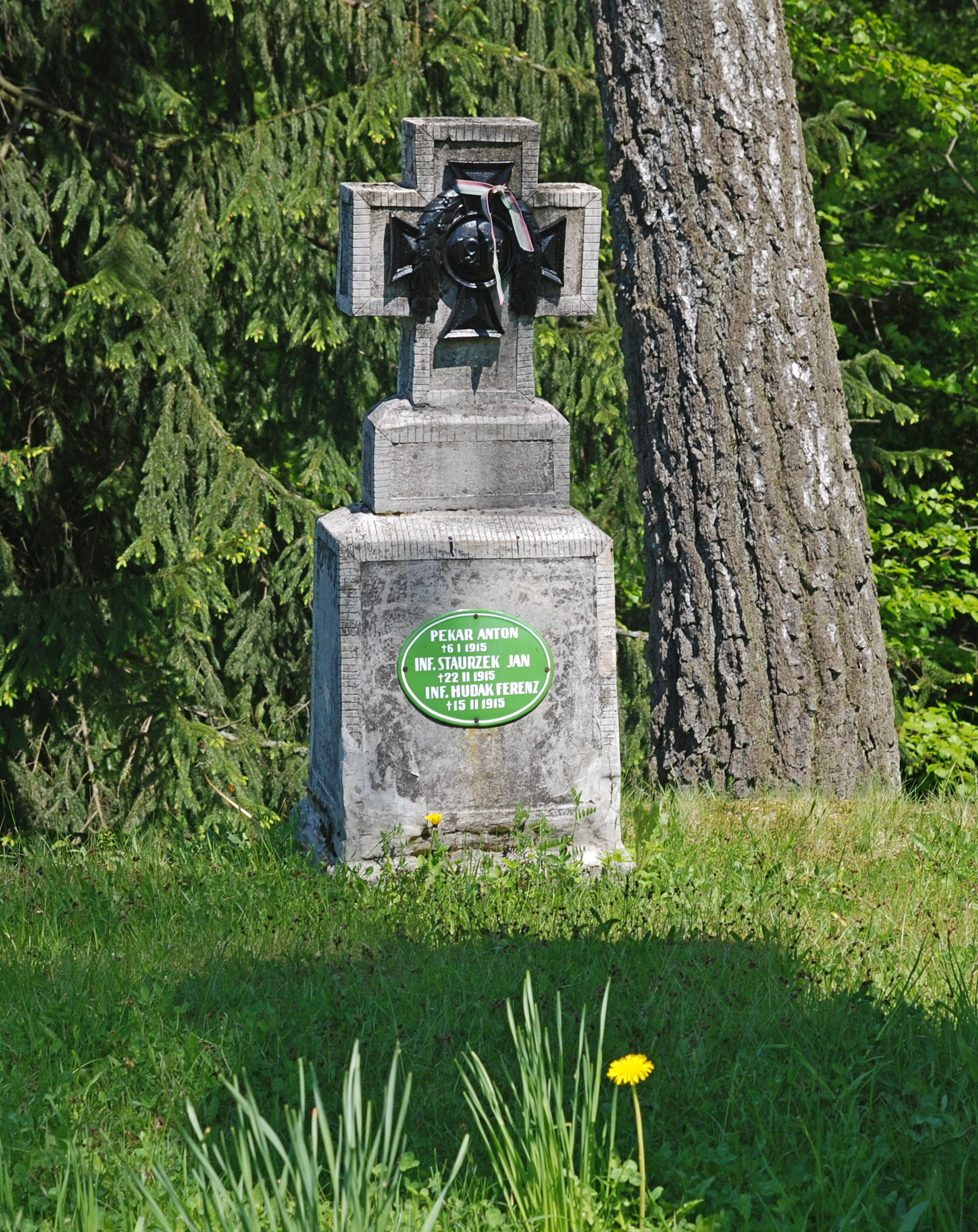
Nagrobek z krzyżem greckim
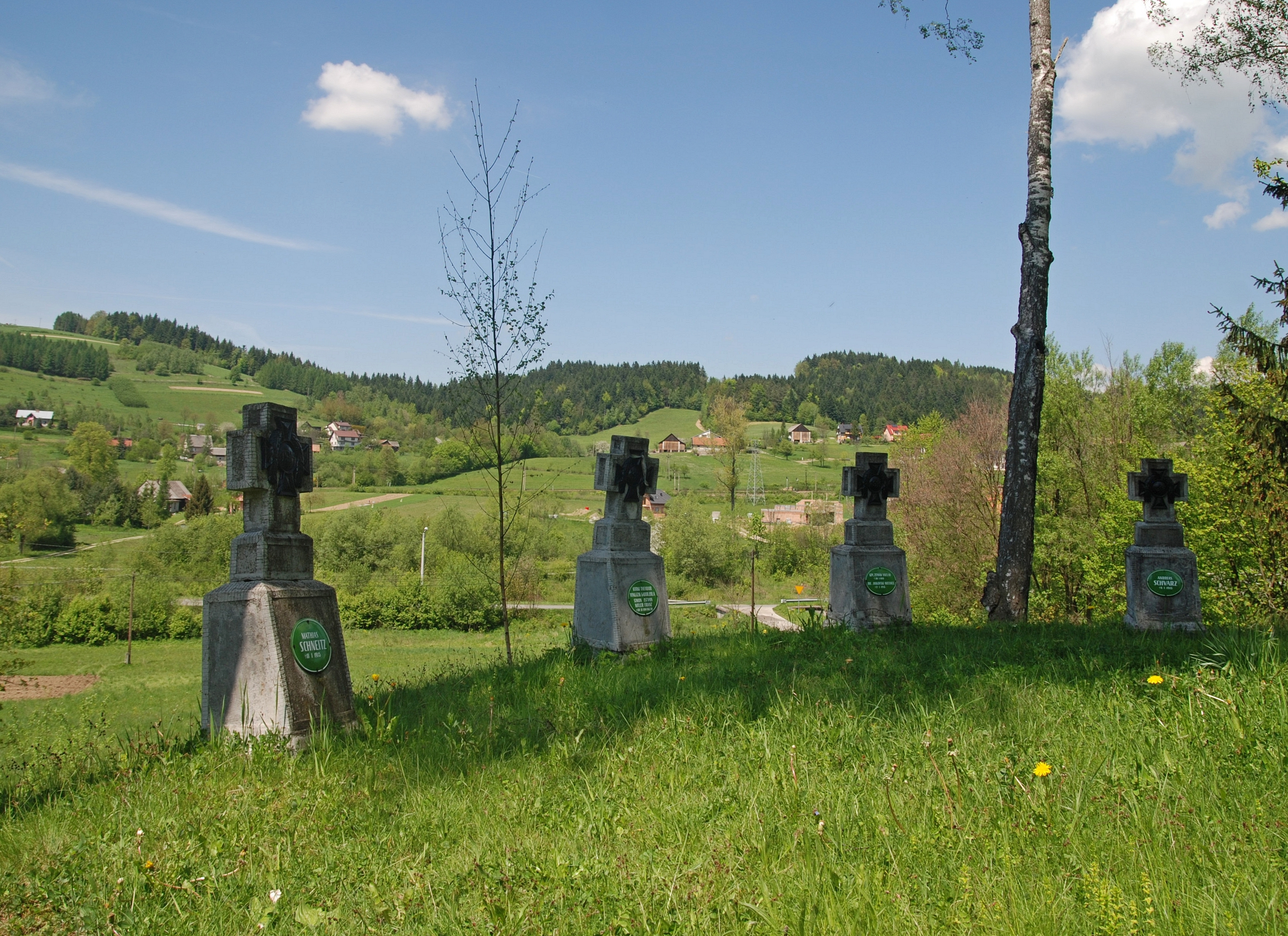
Fragment cmentarza
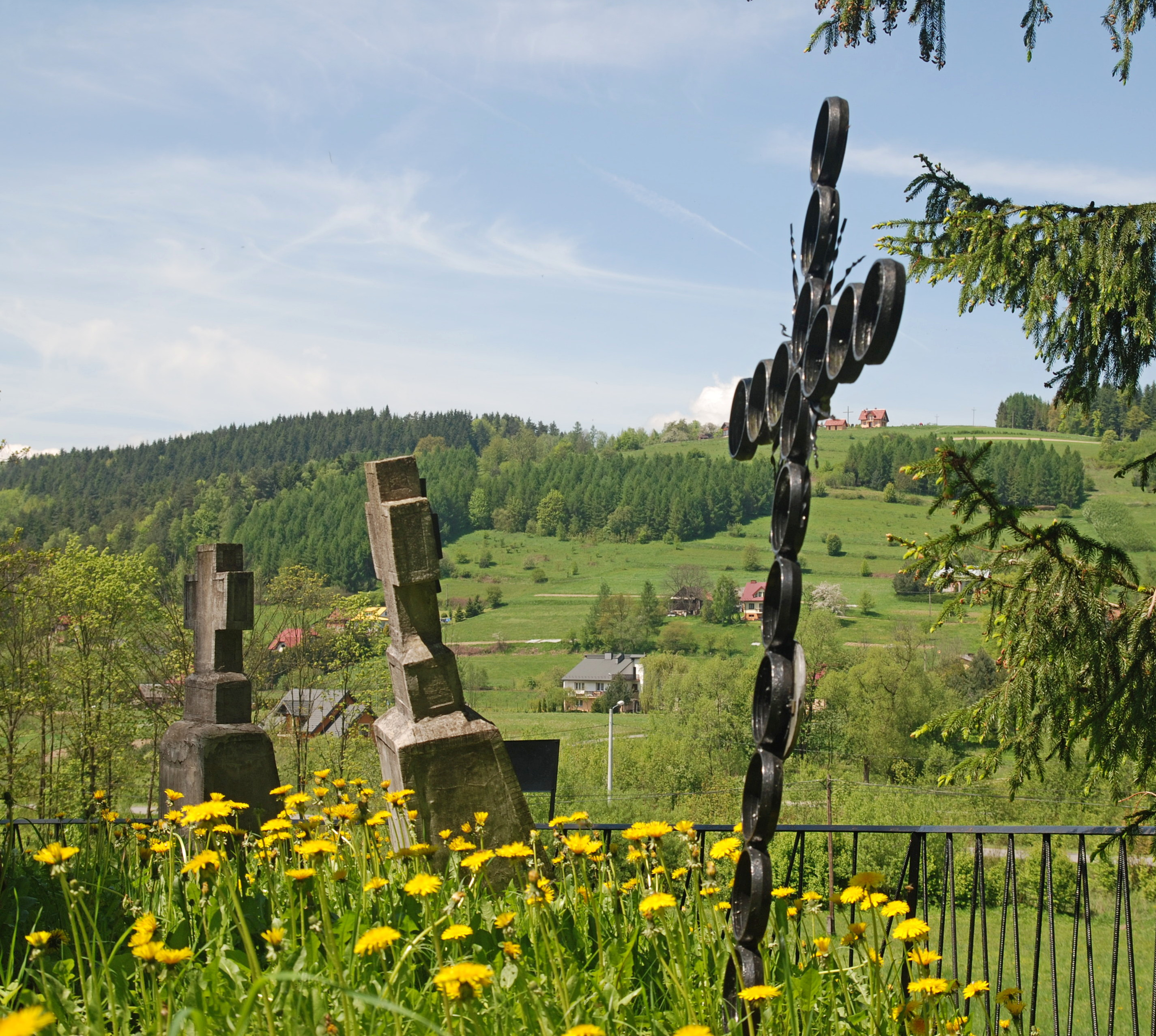
Fragment cmentarza
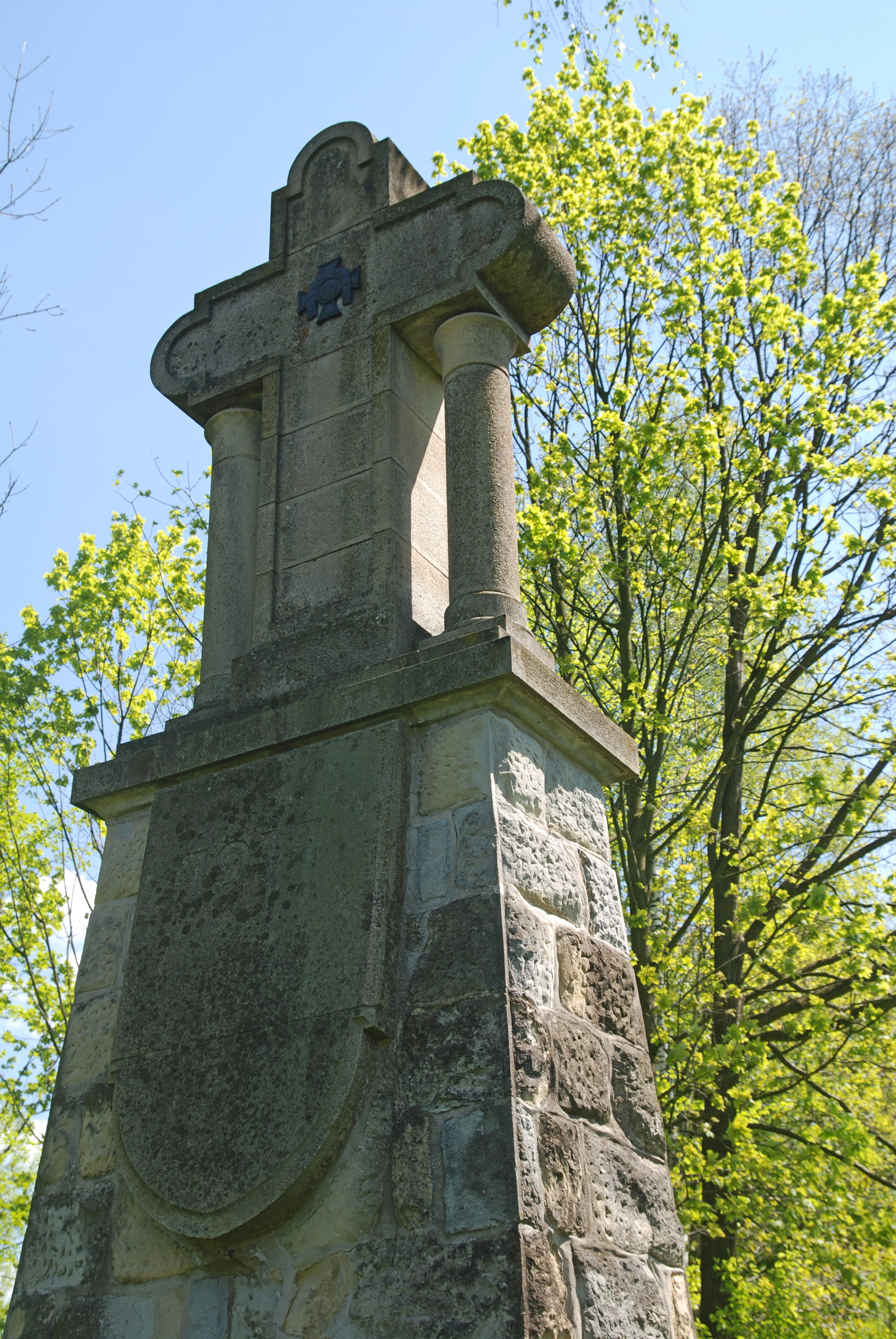
Pomnik główny
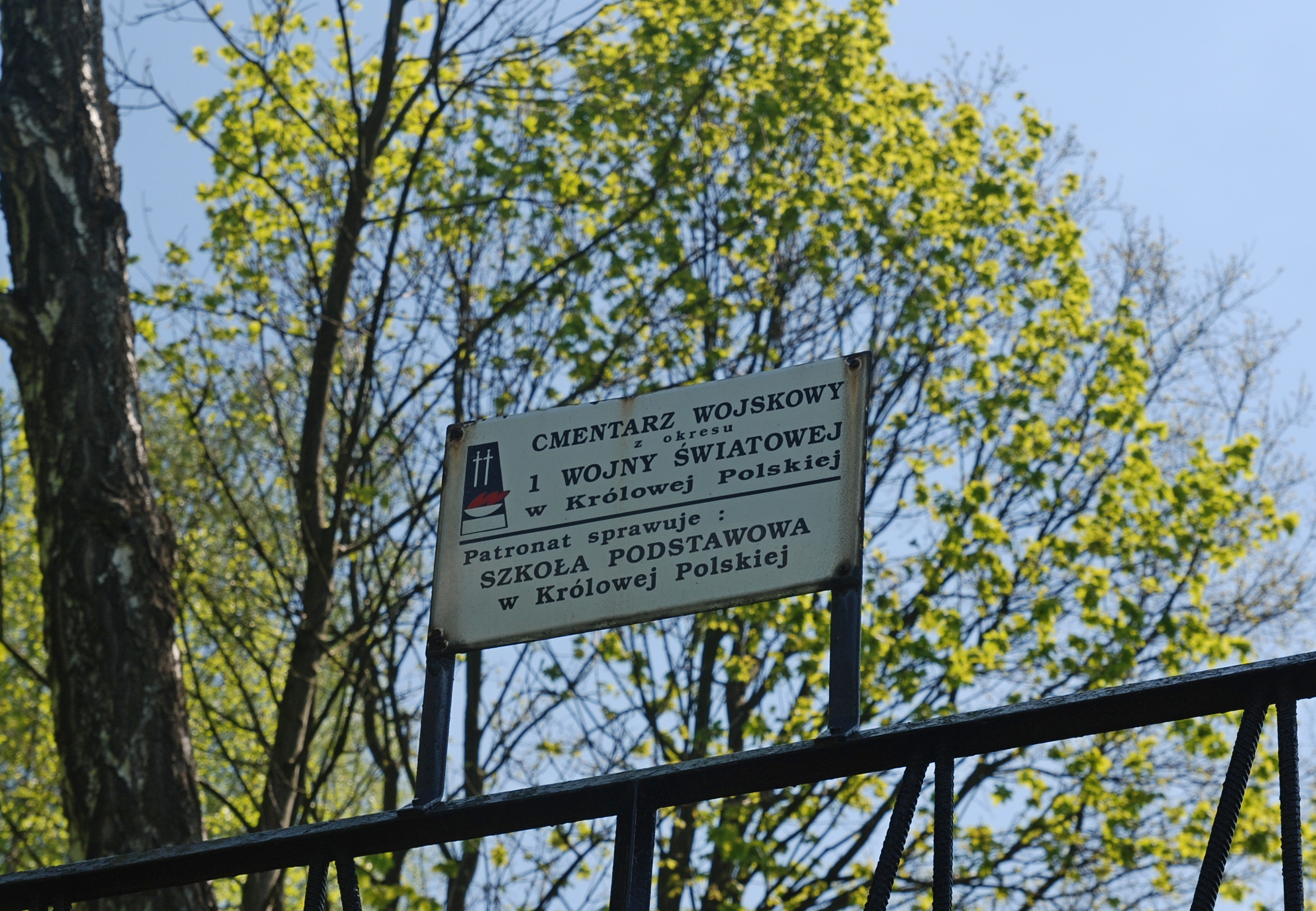
Tablica informacyjna